# Horace Koechlin
Pour les articles homonymes, voir Koechlin.
Horace Koechlin, né le 31 mai 1839 à Glasgow et mort le 16 janvier 1898 à Rouen, est un chimiste français.

## Biographie
Après des études à Mulhouse, il fait des recherches sur les colorants et dépose ses premiers brevets en 1860. Il fonde vers 1891 une manufacture d'impression à Lyon. Il découvre l'acide solforicinique. Il est membre de la Société industrielle de Rouen. La Société industrielle de Mulhouse lui décerne sa grande médaille d'honneur. Il est directeur de la Revue générale des matières colorantes et des industries qui s'y rattachent.
Il épouse en 1875 Cécile Julie Widemann (1856-1930).
Il meurt à son domicile no 19 avenue du Mont-Riboudet à Rouen.

## Distinctions
- Chevalier de la Légion d'honneur (29 octobre 1889)